# جوناثان آدم
جوناثان آدم (بالإنجليزية: Jonathan Adam) هو سائق سباق بريطاني، ولد في 4 سبتمبر 1984 في كيركالدي في المملكة المتحدة.

## وصلات خارجية
- الموقع الرسمي
- جوناثان آدم على موقع DriverDB.com (الإنجليزية)